# 1415 (음악 그룹)
1415는 2017년 EP 《DEAR : X》로 데뷔한 대한민국의 2인조 음악 그룹이다.

## 방송
- 싱스트릿 (2021)

## 수상
- 2017년 신한카드 루키 금상